# Crucifix
A Crucifix amerikai, rövid életű (1980-tól 1984-ig tevékenykedett) hardcore punk/anarcho punk/d-beat együttes volt, amely 1980-ban alakult meg a kaliforniai Berkeley-ben. Pályafutásuk alatt mindössze egy stúdióalbumot jelentettek meg, de a diszkográfiájuk tartalmaz egy EP-t és két válogatáslemezt is. 1984-ben feloszlottak. Lemezeiket a Corpus Christi Records kiadó dobta piacra.

## Tagok
- Sothira Pheng – éneklés
- Jimmy Crucifix – gitár
- Matt Borruso – basszusgitár (a zenekar legelső EP–jén Bryce Knights játszott a basszusgitáron)
- Christopher Douglas – dobok
- Drew Bernstein – gitár
- Jake Smith – gitár

## Diszkográfia
- Crucifix EP (1981)
- Dehumanization (stúdióalbum, 1983, 1995-ben újból kiadták)
- Rat Music for Rat People Vol. 1 (válogatáslemez, 1984)
- Exhibit A (válogatáslemez, 1997, posztumusz kiadás)